# Lupinus chrysocalyx
Lupinus chrysocalyx är en ärtväxtart som beskrevs av Charles Piper Smith. Lupinus chrysocalyx ingår i släktet lupiner, och familjen ärtväxter. Inga underarter finns listade i Catalogue of Life.